# 大崎悟史
大崎 悟史（おおさき さとし、1976年6月4日 - ）は、日本男子陸上競技（長距離走・マラソン）元選手、現指導者。大阪府堺市（堺区）出身。主な実績として各男子マラソン種目で、2006年ドーハアジア競技大会銅メダリスト、2007年世界陸上大阪大会6位入賞、2008年北京オリンピック日本代表（ただし故障により欠場）。

## 経歴
湊西小学校（現新湊小学校）、大浜中学校を経て、1992年4月に清風高等学校に入学し陸上競技部に所属。清風高校時代は全国高校駅伝に3年連続出場し、2年・3年時は1区を走りチームの2年連続入賞に貢献した。また、1500mの大阪府高校記録（3分48秒94）保持者であり、インターハイでも1500mで入賞を果たしている。
1995年4月に山梨学院大学に進学。同大在学中は全日本大学駅伝に3回、箱根駅伝に2回出走。大学3年時は第29回全日本大学駅伝7区・第74回箱根駅伝10区でともに区間賞を獲得。大学4年時は第30回全日本大学駅伝7区で2年連続区間賞を獲得。第75回箱根駅伝は10区区間2位と結果を残した。
1999年4月にNTT西日本-関西に入社。NTT関西陸上競技部に所属したが、同年7月の再編によりNTT西日本大阪陸上同好会に格下げされる。社員として定時まで仕事をこなした後、練習を行うサラリーマン選手として活動。恵まれない環境ながらも、マラソン選手として成長を続けた。
2004年の東京国際マラソンでは、高校時代からのライバルであるダニエル・ジェンガと優勝争いを繰り広げ3秒差の2位（2時間08分46秒）に入る。この大会はアテネオリンピックの代表選考会でもあり、代表入りの期待もあったが代表からは漏れた。2005年のヘルシンキ世界選手権の代表争いでも俎上に上ったが、またも代表入りを逃した。
しかし、2006年アジア競技大会（ドーハ）で銅メダルを獲得。2007年に地元大阪で行われる第11回世界陸上競技選手権の代表の座を、大学の先輩である尾方剛（中国電力）とともに射止めた。2007年8月25日に開催された世界陸上選手権の男子マラソンでは、2時間18分06秒のタイムで日本人では尾方に続いて2番目のゴール。6位入賞と健闘したがメダル獲得はならず。なお男子マラソン団体戦では金メダルを獲得した。
2008年3月2日のびわ湖毎日マラソンでは自己ベストの2時間08分36秒で3位（日本人1位）に入る。3月10日の日本陸上競技連盟理事会において、念願であった北京オリンピック男子マラソン代表に内定した（他代表選手は尾方剛と、尾方と同じ中国電力所属の佐藤敦之）。8月24日開催の男子マラソンに向けて調整を進めていたが、レース前日の8月23日に股関節の故障悪化のため突如欠場を表明。結局スタートラインに立つことなくリタイアすることとなってしまった（日本陸連は既に補欠代表登録を解除しており、藤原新の補欠繰上も消滅となる）。残る日本のマラソン男子代表2選手の成績は、尾方が13位、佐藤は全選手中最下位の76位に終わり、結局3選手ともメダル・入賞はならなかった。北京から帰国した直後の大崎は、しばらく自宅に引きこもったままずっと無念の涙を流し続けていたという。
北京五輪以降は約1年以上故障が長引いていたため治療に専念、2009年11月15日の関西実業団対抗駅伝競走大会1区で久々の公式レース復帰となった。しかしその後も左脹脛のケガなどで体調が回復せず、2012年2月26日開催の東京マラソン2012（ロンドンオリンピックマラソン代表選考レース）への出場を断念する。
5年ぶりのフルマラソン出場となった2013年3月3日のびわ湖毎日マラソンで、第一線から現役引退する事を発表。優勝争いには加わらずマイペースで走り32位で完走。同年4月よりNTT西日本陸上競技部コーチに就任。
その後も一般市民ランナーとしてフルマラソンに出場。2016年2月21日、出身地の堺市・浜寺公園スタート地点の泉州国際市民マラソン・男子の部では、14年ぶり2回目となるマラソン優勝を達成した。
同年3月31日、NTT西日本を退社、同陸上部コーチを退任。翌4月1日、母校の山梨学院大学陸上競技部コーチに就任した。2024年2月3日、同陸上部監督に就任。

## マラソン全成績
| 年月       | 大会                 | 順位 | 記録          | 備考                                |
| ---------- | -------------------- | ---- | ------------- | ----------------------------------- |
| 2000年3月  | びわ湖毎日マラソン   | 14位 | 2時間13分49秒 | 初マラソン                          |
| 2000年12月 | 防府読売マラソン     | 10位 | 2時間21分39秒 | .                                   |
| 2001年4月  | 長野マラソン         | 10位 | 2時間18分25秒 | .                                   |
| 2001年12月 | 福岡国際マラソン     | 13位 | 2時間16分08秒 | .                                   |
| 2002年2月  | アジアマラソン選手権 | 優勝 | 2時間16分46秒 | マラソン初優勝                      |
| 2002年12月 | 防府読売マラソン     | 2位  | 2時間09分38秒 | .                                   |
| 2003年9月  | ベルリンマラソン     | 12位 | 2時間12分08秒 | .                                   |
| 2004年2月  | 東京国際マラソン     | 2位  | 2時間08分46秒 | .                                   |
| 2004年12月 | 福岡国際マラソン     | 2位  | 2時間10分56秒 | .                                   |
| 2006年3月  | びわ湖毎日マラソン   | 3位  | 2時間10分49秒 | .                                   |
| 2006年12月 | ドーハアジア大会     | 3位  | 2時間15分36秒 | 銅メダル獲得                        |
| 2007年8月  | 世界陸上大阪大会     | 6位  | 2時間18分05秒 | 6位入賞、団体戦日本男子金メダル獲得 |
| 2008年3月  | びわ湖毎日マラソン   | 3位  | 2時間08分36秒 | 自己最高記録                        |
| 2008年8月  | 北京オリンピック     | DNS  | 記録無し      | 出場辞退、欠場                      |
| 2013年3月  | びわ湖毎日マラソン   | 32位 | 2時間17分38秒 | 事実上現役選手としてラストラン      |
| 2014年2月  | 愛媛マラソン         | -位  | 3時間56分18秒 | ゲスト出場のため順位無し            |
| 2014年10月 | 大阪マラソン         | 9位  | 2時間20分27秒 | .                                   |
| 2016年2月  | 泉州国際市民マラソン | 優勝 | 2時間25分49秒 | マラソン2回目の優勝                 |